# Veronicas svededug
Veronicas svededug er en eksperimentalfilm fra 1977 instrueret af Jytte Rex efter manuskript af Jytte Rex.

## Handling
Filmen indkredser på forskellige planer det, der forener og adskiller arbejde, kærlighed og oprør i det enkelte menneskes liv. De mange personer, historier, drømme, billeder og planer i filmen fungerer som indfaldsvinkler mod de glemte steder og hvide pletter på det kort, der handler om specielt kvinders, men også mænds - glæde, sorg, kærlighed og tragedier.

## Medvirkende
- Helle Ryslinge
- Elli Rex
- Clemens Hildebrandt
- Helga Bjørnelund

## Filmen som kunstværk
Filmen blev i 2020 erhvervet til Statens Museum for Kunsts permanente samling og udstillet i en ny version af Jytte Rex.